# Acordulecera monda
Acordulecera monda – gatunek błonkówki z rodziny Pergidae.

## Taksonomia
Gatunek ten został opisany w 1981 roku przez Davida Smitha. Holotyp (samica) został odłowiony w brazylijskim Dystrykcie Federalnym. 

## Zasięg występowania
Ameryka Południowa i Północna. Notowany w Brazylii, (Dystrykt Federalny), oraz w Meksyku.